# Hercostomus unicolor
Hercostomus unicolor är en tvåvingeart som beskrevs av Friedrich Hermann Loew 1864. Hercostomus unicolor ingår i släktet Hercostomus och familjen styltflugor. Inga underarter finns listade i Catalogue of Life.